# Moria (відеогра)
Moria — rogue-подібна комп'ютерна гра,
заснована на історії з Володаря перснів. Потрібно дістатись до дна лабіринту рудників Морії й убити Балрога.
Початкова версія гри була написана Робертом Аланом Кенеке (англ. Robert Alan Koeneke) в
Університеті Оклахоми після того, як він підсів на Rogue
проте не зміг її запустити на машині VAX 11/780 з ОС VMS до якої у нього був доступ.
Версія 1.0 була написана на VMS Pascal й завершена влітку 1983 року. Починаючи з 1985 року вихідний код широко
розповсюджувався під ліцензією, яка допускала копіювання й зміни, але виключала комерційне використання. В 1986 чи 1987 році Кенеке випустив останню версію Moria 4.7, проте розробка не завершилась і різні автори створювали новіші версії.

## Вплив
Moria породила кілька ігор. Джим Вілсон (англ. Jim E. Wilson) створив
Umoria, модифіковану версію Moria на мові Сі для
UNIX і MSDOS. У Вашингтонському Університеті
Паскаль-версія була модифікована й називалась Imoria, потім вона була
портована на Сі Стівом Кертесом (англ. Steve Kertes). В університеті Уорвік на основі Umoria була створена гра Angband. Більше того, відомо, що вона надихнула розробку гри Diablo.
Аналогічна, але на зв'язана гра, яка також називалась moria, існувала на системі CDC PLATO
в кінці 1970-х.